# Metroid Prime: Federation Force
Metroid Prime: Federation Force es un shooter cooperativo desarrollador por Next Level Games y publicado por Nintendo para la Nintendo 3DS. El juego es una serie derivada de la serie Metroid Prime, donde el jugador asume el rol de un marine de la Federación Galáctica, con elementos de juego similares a los de Metroid Prime: Hunters. También incluye un modo multijugador basado en el fútbol conocido como "Metroid Prime: Blast Ball". 
El anuncio de Federation Force fue recibido de manera generalmente negativa por parte de los fanáticos por la poca similitud con juegos anteriores de la saga Metroid. El juego fue ridiculizado por ser un título derivado, ya que la franquicia había estado en pausa desde el lanzamiento de Metroid: Other M en 2010. El juego recibió críticas mixtas después del lanzamiento.

## Modo de juego
Metroid Prime: Federation Force se juega de manera similar a Metroid Prime: Hunters, que se enfocaba principalmente en las mecánicas de disparo de la serie Metroid Prime opuestamente al aspecto de exploración. Al igual que su predecesor, Federation Force incorpora elementos cooperativos en el núcleo del juego. Sin embargo, Federation Force carece de los controles táctiles de  Hunters, así como la mecánica de escaneo establecida de la serie Metroid Prime, que permitía a los jugadores analizar los alrededores del personaje y descubrir secretos.
Federation Force es el primer juego Metroid donde el jugador controla a un marine de la Federación Galáctica. Dentro del contexto de la serie Metroid, la Federación Galáctica es una organización que hace cumplir la ley donde los soldados están divididos en pelotones y van a misiones planetarias, y así es como están organizadas las campañas de Federation Force. El juego contiene alienígenas ya establecidos como enemigos, incluyendo los similares a medusas y que dan nombre a la serie "Metroids" y los piratas espaciales. Sin embargo, también incluye enemigos originales como los Escarabajos Goliat. Los paisajes son diversos: con al menos una misión teniendo lugar en una región helada mientras que otra se produce en un desierto.
Hasta cuatro jugadores atraviesan los planetas para encontrar sus objetivos. A diferencia de los modos multijugador de Hunters y Metroid Prime 2: Echoes, los jugadores juegan cooperativamente como una sola unidad en vez de competir entre sí. Antes de iniciar una misión, los jugadores pueden personalizar su marine con diferentes armas y utilidades. Algunos tienen un enfoque ofensivo, como poder retornar súper misiles. Otros son más estratégicos, como un aparato de primeros auxilios que permite a un marine quedarse atrás para ayudar a sus camaradas. Las diferentes armas afectan según su peso a la velocidad y movilidad del jugador. Estas mecánicas están inspiradas por las opciones de los juegos de rol clásicos.

### Blast Ball
"Blast Ball" es un modo que ofrece partidos tres contra tres, donde los jugadores en sus trajes robots disparan pelotas en redes similares al fútbol real y al videojuego Rocket League. Este modo sirve como un tutorial para el esquema de control (?) y como un ejercicio dentro del universo para los marines jugables (?).

## Sinopsis

### Campaña
Los eventos de Metroid Prime: Federation Force ocurren después de Metroid Prime 3: Corruption. En vez de presentar a Samus Aran como protagonista o jugador jugable (?), el juego se enfoca en la Federación Galáctica, un grupo de marine de élite equipados con gigantescas armaduras robóticas llamadas "Mechas" e inspiradas en el "Traje de fuerza" de Samus Aran.

### Trama
En un esfuerzo para erradicar a los piratas del espacio de una vez por todas, la Federación Galáctica autoriza la Operación Golem, un proyecto alto secreto que consiste en desarrollar armaduras robóticas (Mech) para combatir mejor la amenaza. Una unidad de élite dentro de la Federación, conocida como Fuerza de la Federación (Federation Force), es conformada para pilotar dichas armaduras, liderada por el general Alex Miles. La Federation Force es enviada al Sistema Bermuda para llevar a cabo catas arqueológicas.
La Federation Force descubre en seguida presencia de los piratas del espacio en el Sistema Bermuda. 

## Desarrollo
Federation Force fue desarrollada por Next Level Games, que son conocidos por haber desarrollado previamente Super Mario Strikers, Mario Strikers Charged, Punch-Out!!, y Luigi's Mansion: Dark Moon. 

## Recepción

### Antes del lanzamiento
Antes de ser mostrada en el E3 2015, Metroid Prime: Federation Force recibió críticas negativas de la mayoría de los fanes de la serie. El juego fue criticado porque faltaban elementos tradicionales de la serie Metroid y por no parecerse a otros juegos de la serie. Otras críticas se centraron en otros aspectos: en que el juego se enfocaba demasiado en la primera persona y el combate de disparos en vez de la exploración y el aislamiento; en la falta de un modo de un solo jugador, en que los gráficos (no sólo en el aspecto técnico, sino también en el estético por ser demasiado similares a los dibujos animados, no encajaban con el tono maduro de la serie Metroid) y en la ausencia de la protagonista  Samus Aran. 
Debido al odio que recibió el tráiler, es hasta el día de hoy el vídeo con la mayor cantidad de Dislikes en la cuenta oficial de YouTube de Nintendo. 